# Pan Jin-yu
Pan Jin-yu (xinès 潘金玉, 21 de juliol de 1914 – 24 d'octubre de 2010) va ser l'última parlant de la llengua pazeh de Taiwan. Va néixer el 1914 com la cinquena de sis fills el 1914 de pares kaxabu a Puli. Més tard, va ser adoptada per pares que eren parlants pazeh que vivien al poble d'Auran. (Taiwanès: Ailan), que ara és part de la vila de Puli. Ella es va dir que era totalment monolingüe en la llengua, tot i ser l'única parlant restant. Tanmateix, el taiwanès Hokkien era la llengua viva que parlava habitualment. Va fer classes de pazeh a uns 200 alumnes habituals a Puli i també donava classes amb menys alumnes a Miaoli i Taichung.